# Rozcestí

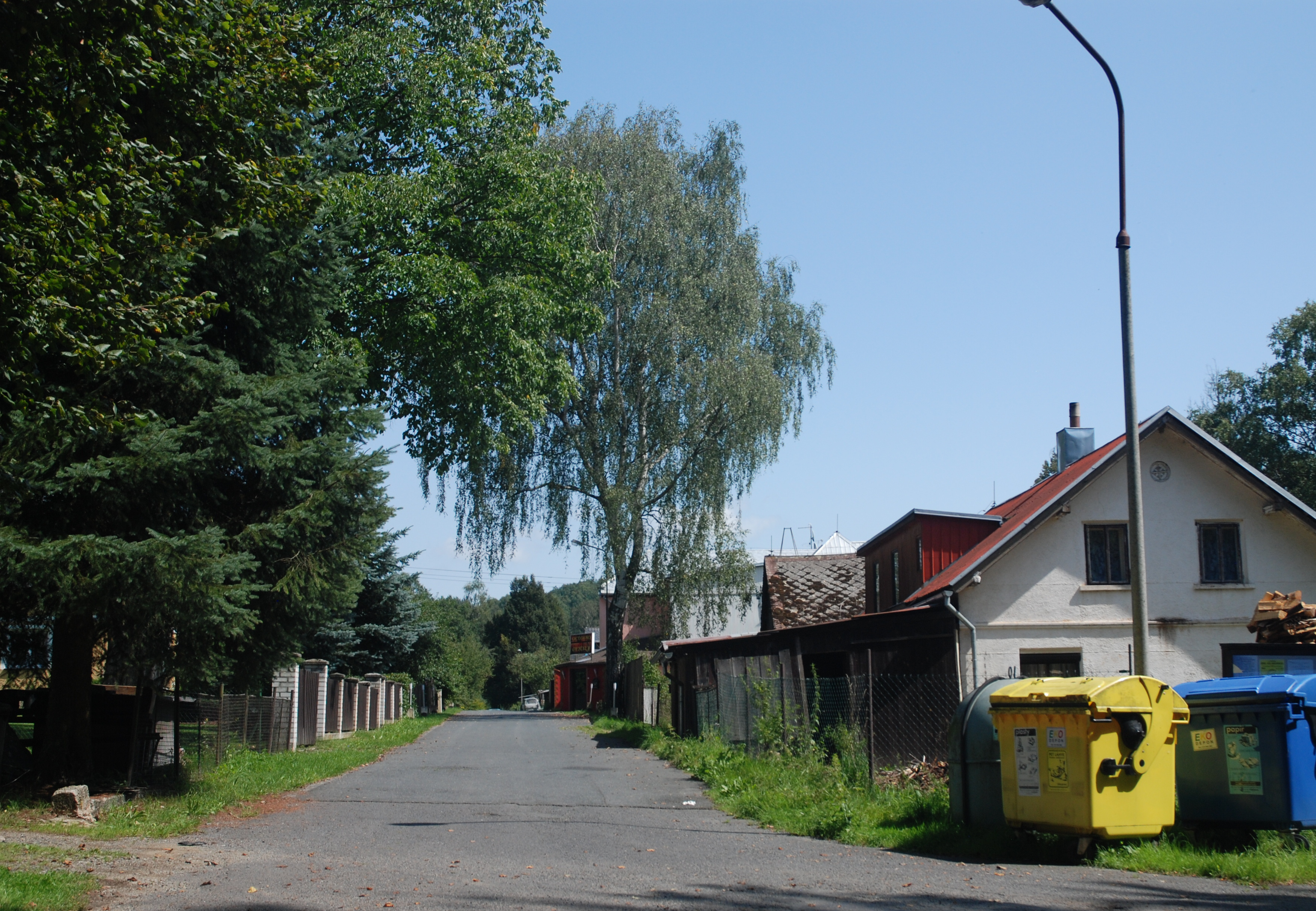
Straße in Rozcestí

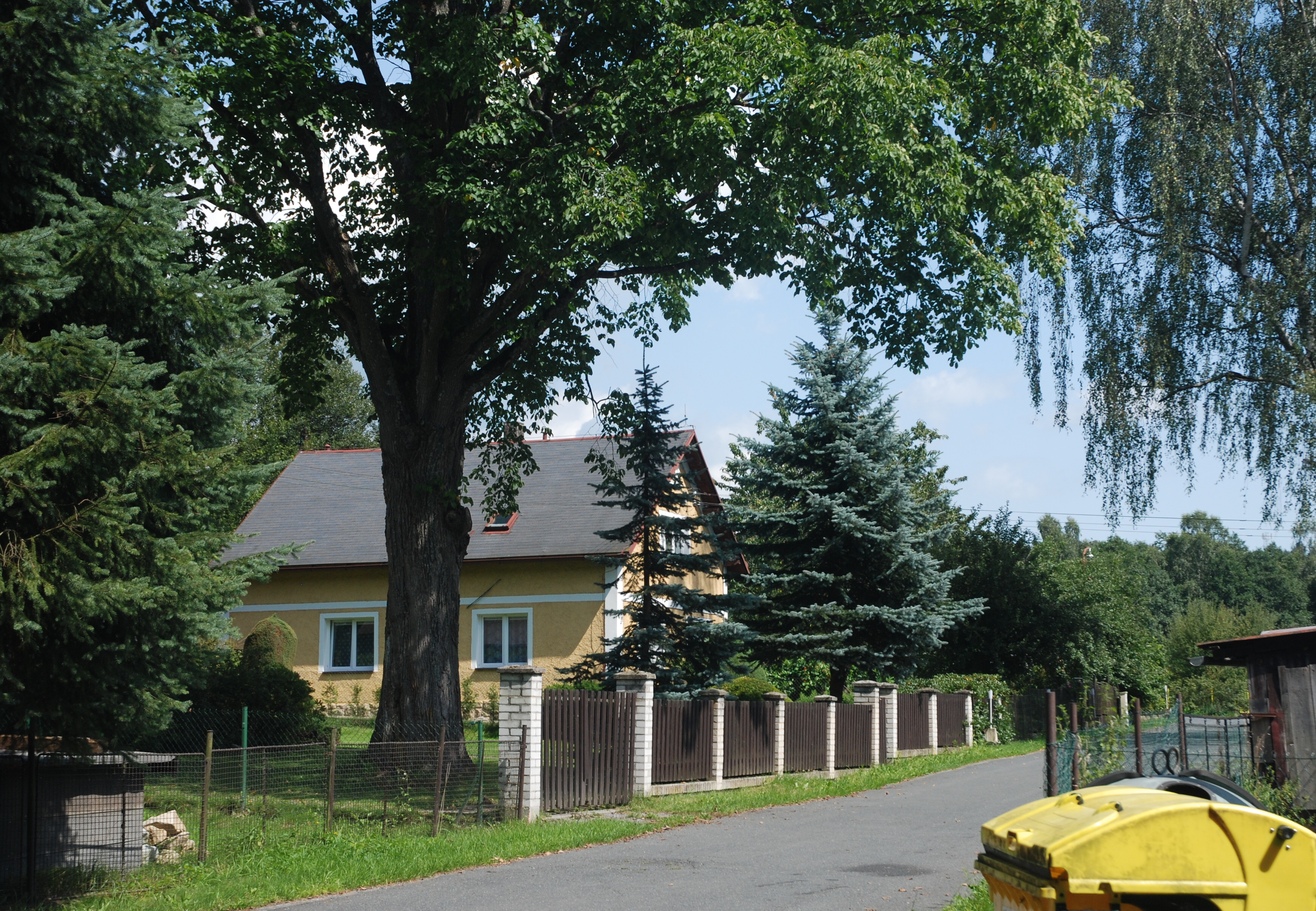
Eines der Häuser von Rozcestí

Rozcestí (deutsch Rahmbrücke, auch Rahmbruckhäuser, volkstümlich Montsch) ist ein Ortsteil der Gemeinde Rozvadov (Roßhaupt) in Tschechien. Er befindet sich zehn Kilometer westlich von Přimda (Pfraumberg) und gehört zum Okres Tachov.

## Geographie
Rozcestí liegt rechtsseitig des Kateřinský potok und linksseitig dessen Zuflusses Jezevčí potok im böhmischen Teil des Oberpfälzer Waldes (Český les). Nordöstlich erhebt sich der Panský vrch (562 m n.m.), im Osten der Václavský vrch (Wenzelsberg, 584 m n.m.), südöstlich die Tomáška (Tomaschkaberg, 631 m n.m.), im Süden die Javoří (526 m n.m.), südwestlich der Na Rašelinami (Knoblochsberg, 576 m n.m.) und der Polesí (Türkenberg, 591 m n.m.), im Westen der Březový vrch (Hohbirkenberg, 625 m n.m.) und der Tchoří vrch (Iltisberg, 572 m n.m.) sowie nordwestlich der Medvědí (591 m n.m.).  Durch Rozcestí führt die Staatsstraße II/605 zwischen Přimda und Rozvadov; östlich und südlich verläuft die Autobahn D 5. Der Ort liegt an der Vyhlídková naučná stezka (Panoramalehrpfad) von Rozvadov nach Svatá Kateřina.
Nachbarorte sind Žebráky und Hošťka im Norden, Mnichovství im Nordosten, Přimda im Osten, Kateřinské Chalupy und Svatá Kateřina im Südosten, Robenava im Süden, Střeble und Polesí im Südwesten, Rozvadov im Westen sowie Nové Domky, Pod tchořím vrchem und Žebrácký Žďár im Nordwesten.

## Geschichte
Die erste schriftliche Erwähnung einer am Abzweig der Fahrwege nach Roßhaupt, Hesselsdorf und St. Katharina gelegenen Einschicht Rahmbrücke erfolgte im Jahre 1596. Später erlosch die Einöde wieder. Im 18. Jahrhundert ließen die Besitzer der Herrschaft Groß Maierhöfen, die Grafen Kolowrat, westlich der Wüstung auf halbem Wege nach Roßhaupt einen herrschaftlichen Schafstall anlegen, zu dem auch der zuvor entlang des Katharinabaches führende Hesselsdorfer Weg verlegt wurde. Zwischen 1815 und 1816 begann der Bau der neuen Kaiserstraße zwischen Rosshaupt und Pfraumberg.
Im Jahre 1835 war der im Pilsner Kreis an der Roßhaupter Ärarialstraße gelegene Schafhof nach Roßhaupt konskribiert. Pfarrort war Neuhäusel. Bis zur Mitte des 19. Jahrhunderts blieb die Einöde Schafhütten der Herrschaft Groß Maierhöfen untertänig.
Nach der Aufhebung der Patrimonialherrschaften bildete Schafhütten bzw. Neu Robenau ab 1849 einen Wohnplatz der Gemeinde Roßhaupt im Gerichtsbezirk Pfraumberg. Ab 1869 gehörte Schafhütten zum Bezirk Tachau. Nach dem Zusammenbruch der k.k. Monarchie wurde die Gegend 1918 Teil der neu gebildeten Tschechoslowakei.
1925 wurde östlich von Schafhütten – auf Hesselsdorfer Flur – nahe der Staatsstraße eine Ziegelei errichtet. Im selben Jahre entstand nordöstlich derselben an der gegenüberliegenden Straßenseite die aus elf Häusern bestehende und der Gemeinde Hesselsdorf zugerechnete Kolonie Rahmbrücke, die volkstümlich Montsch genannt wurde. Der Ziegeleibetrieb wurde bereits in den 1930er Jahren wieder eingestellt. Nach dem Münchner Abkommen wurde Rahmbrücke im Herbst 1938 dem Deutschen Reich zugeschlagen und gehörte bis 1945 zum Landkreis Tachau. Nach dem Ende des Zweiten Weltkrieges 1945 wurde Rahmbrücke wieder Teil der Tschechoslowakei. Die deutschböhmische Bevölkerung wurde vertrieben und die Kolonie mit Tschechen wiederbesiedelt. In dieser Zeit erhielt die Kolonie den tschechischen Namen Rozcestí, der im Deutschen die Bedeutung  „Scheideweg“ hat. Die Einschicht Schafhütten erlosch nach dem Zweiten Weltkrieg. Zum 1. Juli 1960 wurde Rozcestí auf der Gemeinde Hošťka ausgegliedert und der Gemeinde Rozvadov zugeschlagen. Seit 1961 wird Rozcestí als Ortsteil von Rozvadov geführt; zu dieser Zeit hatte die Siedlung 39 Einwohner. 1970 bestand Rozcestí aus zehn Häusern und hatte 41 Einwohner. Im Jahre 1991 lebten in den zehn Wohnhäusern von Rozcestí 18 Personen. Beim Zensus von 2011 bestand der Ortsteil aus neun Häusern und hatte zehn Einwohner.

## Ortsgliederung
Der Ortsteil Rozcestí ist Teil des Katastralbezirks Rozvadov.